# Heracles in het seizoen 1965/66
Het seizoen 1965/1966 was het 12e jaar in het bestaan van de Almelose voetbalclub Heracles. De club kwam uit in de Eredivisie en eindigde daarin op de 16e plaats, dit betekende dat de club rechtstreeks degradeerde naar de Eerste divisie. Tevens deed de club mee aan het toernooi om de KNVB Beker, hierin werd in de tweede ronde verloren van NAC (0–2).

## Wedstrijdstatistieken

### Eredivisie
|       | ADO   | Ajax  | DOS   | DWS   | Elinkwijk | Feijenoord | Fortuna '54 | Go Ahead | GVAV  | MVV   | PSV   | Sparta | Telstar | FC Twente '65 | Willem II |
| ----- | ----- | ----- | ----- | ----- | --------- | ---------- | ----------- | -------- | ----- | ----- | ----- | ------ | ------- | ------------- | --------- |
| Thuis | 2 – 2 | 1 – 1 | 2 – 2 | 0 – 1 | 2 – 2     | 1 – 3      | 1 – 1       | 0 – 0    | 2 – 1 | 1 – 0 | 0 – 3 | 3 – 1  | 1 – 1   | 2 – 0         | 0 – 3     |
| Uit   | 2 – 2 | 1 – 0 | 3 – 2 | 4 – 1 | 1 – 0     | 5 – 2      | 1 – 0       | 2 – 0    | 1 – 1 | 2 – 2 | 5 – 1 | 6 – 0  | 0 – 2   | 4 – 1         | 1 – 0     |

### KNVB Beker
| Groepsfase                                              | Zwolsche Boys                              | 0 – 3 (0 – 1) | Heracles                                |
| 19 september 1965 Plaats: Zwolle Gemeentelijk Sportpark |                                            |               | 23' Phil Tinney 62', 63' Herman Morsink |
| Groepsfase                                              | Heracles                                   | 3 – 1 (1 – 0) | Zwartemeer                              |
| 7 november 1965 Plaats: Almelo Bornsestraat             | Gerrit Borghuis Herman Morsink –', 89'     |               | Joop Meijer                             |
| Groepsfase                                              | PEC                                        | 2 – 2 (0 – 2) | Heracles                                |
| 3 februari 1966 Plaats: Deventer Vetkampstraat          | Gerrit Voges 79' Wolfram Arnthof –' (e.d.) |               | 14' Flip Stapper 28' Epi Drost          |
| 2e ronde                                                | NAC                                        | 2 – 0 (0 – 0) | Heracles                                |
| 20 februari 1966 Plaats: Breda Beatrixstraat            | Jacques Visschers 48' Wim Groenewegen 54'  |               |                                         |

## Statistieken Heracles 1965/1966

### Eindstand Heracles in de Nederlandse Eredivisie 1965 / 1966
| Stand | Gespeeld | Gewonnen | Gelijk | Verloren | Punten | Doelpunten voor | Doelpunten tegen |
| ----- | -------- | -------- | ------ | -------- | ------ | --------------- | ---------------- |
| 16e   | 30       | 5        | 10     | 15       | 20     | 32              | 59               |

### Topscorers
| #      | Naam           | Goal |
| ------ | -------------- | ---- |
| 1.     | Herman Morsink | 10   |
| 2.     | Sietze Veen    | 6    |
| 3.     | Koos Knoef     | 4    |
| 3.     | Flip Stapper   | 4    |
| 5.     | Dick Reekers   | 3    |
| 6.     | Bob Westra     | 2    |
| 7.     | Chris Hartjes  | 1    |
| 7.     | Henk Kalsbeek  | 1    |
| 7.     | Phillip Tinney | 1    |
| Totaal | Totaal         | 32   |

| #      | Naam            | Goal |
| ------ | --------------- | ---- |
| 1.     | Herman Morsink  | 4    |
| 2.     | Gerrit Borghuis | 1    |
| 2.     | Epi Drost       | 1    |
| 2.     | Flip Stapper    | 1    |
| 2.     | Phillip Tinney  | 1    |
| Totaal | Totaal          | 8    |

## Voetnoten
ADO ·
Ajax ·
DOS ·
DWS ·
Elinkwijk ·
Feijenoord ·
Fortuna '54 ·
Go Ahead ·
GVAV ·
Heracles ·
MVV ·
PSV ·
Sparta ·
Telstar ·
FC Twente '65 ·
Willem II